# Stefan (Procenko), hieromnich
Stefan, imię świeckie Stiefan Władimirowicz Procenko (ros. Стефан Владимирович Проценко; ur. 1874 we wsi Karpowka w guberni charkowskiej, zm. 28 grudnia 1960 we wsi Wyrica) – rosyjski, a następnie radziecki duchowny prawosławny, kapelan pułkowy Wehrmachtu pod koniec II wojny światowej.
Ukończył szkołę cerkiewno-parafialną. Następnie zmobilizowano go do armii rosyjskiej. Służył w lejbgwardyjskim Pułku Siemionowskim. Po ukończeniu służby wojskowej wstąpił w 1895 r. do monasteru. Przebywał w pustelniach Siandiemskiej i Nikiforskiej, a następnie męskim monasterze św. Cyryla Czełmogorskiego. Został hieromnichem, przyjmując przy postrzyżynach mniszych imię Serafin. W latach 1917–1923 na polecenie metropolity piotrogrodzkiego Beniamina zaprojektował metochion swojego monasteru w Piotrogrodzie, a następnie kierował jego budową. Jednocześnie od 1919 r. jako igumen był proboszczem cerkwi Św. Cyryla Czełmogorskiego w Piotrogrodzie. Do 1932 r. jako archimandryta służył w cerkwi Kazańskiej w Piotrogrodzie, należącej do Rosyjskiej misji prawosławnej w Chinach.
W połowie kwietnia 1932 r. został aresztowany przez OGPU. Po procesie skazano go na karę 5 lat łagru. Odbywał ją w Mordowii. Po wypuszczeniu na wolność pod koniec lat 30., zamieszkał we wsi Wyrica, gdzie powołał tajny monaster.
Po zajęciu wsi przez wojska niemieckie w II połowie sierpnia 1941 r., zalegalizował prowadzony przez siebie monaster Objawienia Pańskiego. W ramach Pskowskiej Misji Prawosławnej służył w różnych cerkwiach w okupowanej Wyricy, a następnie w cerkwi św. Mikołaja we wsi Liubiatowo koło Pskowa. Prowadził propagandę werbunkową do oddziałów Rosyjskiej Armii Wyzwoleńczej (ROA). Za zasługi na początku 1944 r. otrzymał funkcję kapelana pułkowego w stopniu podporucznika Wehrmachtu. Po wyzwoleniu miasta przez Armię Czerwoną aresztowało go NKWD 30 lipca 1945 r. Po procesie został skazany na początku maja 1946 r. na karę 20 lat robót katorżniczych, ale wkrótce skrócono ją do 10 lat. W połowie lat 50. XX wieku wyszedł na wolność. Krótko przebywał w Monasterze Pskowsko-Pieczerskim. Zamieszkał w Leningradzie, po czym powrócił do Wyricy.